# حواجز أندروود

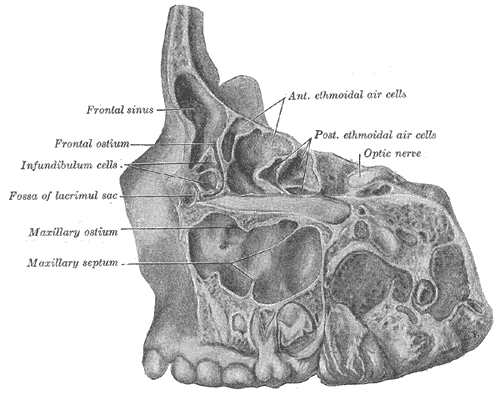

حواجز أندروود (Underwood's septum) قصيرة على أرضية الجيب الفكي العلوي الأيسر، يظهر في فيلم تصوير أسنان بالأشعة السينية العادية (بأعلى), ولقد تم التقاط الصورة أثناء إجراء رأب تكبيري للجيب (الأوسط) وفي صورة التصوير المقطعي المحوسب بالحزمة الإشعاعية التصوير المقطعي المحوسب بالحزمة الإشعاعية المخروطية والتي تم إجراؤها من أجل التقييم السابق للجراحة (بأسفل).
في التشريح، إن حواجز أندروود (أو حواجز الجيب الفكي العلوي, المفرد حاجز) هي إسقاطات زعنقية الشكل من العظم قد توجد في الجيب الفكي العلوي، وكان أرثر إس أندروود (Arthur S. Underwood), عالم تشريح في كلية الملك في لندن هو أول من وصف تلك الإسقاطات عام 1910. إن وجود الحاجز عند الجيب أو بالقرب من أرضية الجيب يشغل بال طبيب الأسنان عند اقتراح إجراءات رفع أرضية الجيب الفكي العلوي نظرًا لزيادة احتمالية حدوث مضاعفات ما بعد الجراحة، مثل تهتك غشاء شنايدر.
لقد سجل انتشار حاجز أندروود بالنسبة لأرضية الجيب الفكي العلوي بنسبة تقترب من 32%.

## موضع الحاجز في الجيب
لقد قسم العالم أندروود الجيب الفكي العلوي إلى ثلاثة أجزاء ترتبط بأماكن نشاط بروز الأسنان المميزة: الأمامية (تتعلق بالضواحك) والوسطى (تتعلق بالضرس الأول) والخلفي (يرتبط بالضرس الثاني). ولهذا فقد أكد أن تلك الحواجز تبرز دائمًا بين الأسنان ولا تعارض مطلقًا وسط السن.
كشفت دراسات مختلفة استعدادًا مختلفًا لوجود الحواجز حسب مكان الحاجز:
- أمامي: Ulm, et al.,[5] Krennmair et al.[6]
- أوسط: Velásquez-Plata et al.,[7] Kim et al.[8] and González-Santana et al.[9]
- خلفي: Underwood[3]

## الحواجز الأولية مقابل الحواجز الثانوية
صنفت الدراسات الحديثة نوعين من حواجز الجيب الفكي العلوي: أولي وثانوي. فالحواجز الأولية هي تلك الحواجز التي وصفها «أندروود» والتي تتكون نتيجة انحدار أرضية الجيب الفكي العلوي عبر جذور البزوغ السني; ومن ثم توجد تلك الحواجز الأولية عمومًا في الجيب المتصل بالحيز بين الأسنان، حسب الشرح الذي قدمه «أندروود». وبالعكس، تتكون الحواجز الثانوية نتيجة تكون الحجيرات الهوائية غير المنتظم في الجيب عقب فقد الأسنان الأمامية في الفك العلوي. إن تَكون الحجيرات الهوائية في الجيب ظاهرة غير مفهومة جيدًا تسبب في كبر حجم الجيب الفكي العلوي، وتنشأ عمومًا عقب فقد الأسنان الأمامية للفك العلوي على حساب تلك العظمة التي كانت مكانًا لجذور الأسنان الأمامية في الفك العلوي.